# مارينا دي إسكوبار
مارينا دي إسكوبار (بالإسبانية: Marina de Escobar)‏ هي راهبة إسبانية، ولدت في 8 فبراير 1554 في بلد الوليد في إسبانيا، وتوفي بنفس المكان في 9 يونيو 1633.